# Oxalis puberula
Oxalis puberula är en harsyreväxtart som beskrevs av Nees & Mart.. Oxalis puberula ingår i släktet oxalisar, och familjen harsyreväxter. Inga underarter finns listade i Catalogue of Life.